# Джордж Стайнер
Джордж Стайнер (англ. George Steiner, 23 квітня 1929, Париж — 3 лютого 2020, Кембридж) — американський літературознавець, літературний критик, культуролог, філософ, есеїст, педагог та письменник.
Стейнер є автором численних есе з теорії мовознавства та перекладу, з філософії освіти. Відомий як автор літературознавчих статей у журналах «Нью-Йоркер» та Times Literary Supplement.
Джордж Стейнер є втіленням класичного європейського інтелектуала — поліглота (основні мови — англійська, французька, німецька, латина, грецька) та універсальної людини, вихованої в кількох культурах. Стейнер є палким прихильником досягнень класичної греко-римської цивілізації.
Пише переважно англійською мовою. Є почесним доктором багатьох університетів та членом Британської академії.

## Біографія
Джордж Стейнер народився 1929 року в Парижі, в родині віденських євреїв Фрідріха Георга Штайнера та Ельзи Штайнер (до шлюбу Францоз). У Джорджа була старша сестра Рут Ліліан, яка народилася у Відні 1922 року. Фрідріх Штайнер був головним юристом Центрального банку Австрії. Мати Джорджа походила із заможної родини й була світською дамою. За п'ять років до народження сина родина Штайнерів переїхала з Відня до Парижа, щоб бути подалі від нациського руху, який вже почав піднімати голову.
Джордж Стейнер виріс із трьома рідними мовами (німецька, французька, англійська), оскільки багатомовною була його мати, яка «часто починала речення однією мовою, а закінчувала іншою». Коли Джорджеві було шість років, його батько, який вірив у добру класичну освіту, почав учити його читати «Одіссею» та «Іліаду» Гомера в давньогрецькому оригіналі. Мати Джорджа, яка вважала неприпустимим жаліти самого себе, допомагала синові навчитися жити з природженою фізичною вадою — «всохла» права рука. Замість того щоб дозволити йому розвивати ліву, вона вимагала, аби він користувався правою, так ніби вона була здорова.

Середню освіту Стейнер здобував у паризькому Ліцеї Жансон-де-Саї. Уже під час війни, 1940 року батько вирішив виїхати з Франції до США й оселився з родиною у Нью-Йорку. Через місяць після переїзду Париж було окуповано гітлерівськими військами, більшість євреїв Парижа було доправлено до Дрансі й згодом знищено в таборах смерті. З класу Джорджа, у якому було багато єврейських дітей, вижили лише він та ще один хлопчик. Джордж Стейнер усе життя пам'ятав, що завдяки батькові врятувався від неминучої смерті:
Усе моє життя пройшло під знаком смерті, спогадів та Голокосту.
Джордж закінчив своє шкільне навчання у Французькому ліцеї Нью-Йорка й 1944 року став громадянином США.

Після школи Стейнер вступив до Чиказького університету, де вивчав літературу, математику, фізику й 1948 року здобув ступінь бакалавра. 1950 року закінчив магістерську програму Гарвардського університету. Потім навчався в Коледжі Бейлліол Оксфордського університету, де згодом захистив докторську дисертацію, яка пізніше була видана окремою книжкою під назвою «Смерть трагедії». Після університетських студій Стейнер почав викладати англійську мову в Коледжі Вільямса (Массачусетс, США) З 1952 до 1956 року працював журналістом для часопису «Економіст». У цей час він познайомився із Зарою Шаков, яка жила в Нью-Йорку. Батьки Зари походили з Литви. Вона також навчалася у Гарварді, й за пропозицією своїх колишніх професорів вони зустрілися в Лондоні.
Професори побилися об заклад, що ми одружимося, якщо матимемо можливість познайомитися.
1955 року Джордж Стейнер одружився із Зарою Шаков, цього ж року він захистив і вже згадану докторську дисертацію.

1956 року Стейнер повернувся до США, де протягом двох років викладав у Принстонському університеті. З 1958 по 1959 рік працював гостьовим професором Інсбруцького університету за програмою Фулбрайта. Опісля ще два роки пропрацював у Принстоні. 1961 року провів дослідницький рік у Кембриджський університет. Подейкують, що спершу Стейнера не надто добре прийняли в Кембриджі. Деякі ставили під сумнів доречність постійних згадок про Голокост у лекціях цього «харизматичного баламута з іноземним акцентом». На думку Браяна Чеєта, професора Саутгемптонського університету, у той час
...британці вважали, що Голокост не є частиною «міфології» Другої світової війни, до якої тоді зараховували такі події, як «бліцкриг», Дюнкерську евакуацію та Битву за Британію».
Після кількох років роботи в статусі фрилансера та лектора 1974 року Стейнер прийняв пропозицію обійняти посаду професора з порівняльного літературознавства Женевського університету. Одним із принципів Стейнера був вислів Гете про те, що людина, яка знає лише одну мову, не знає по-справжньому свою рідну. 1994 року він емеритованим професором Женевського університету, а 1995 року — почесним викладачем Коледжу Бейлліол. У 2001—2002 роках Стейнер працював на посаді Нортонського професора поетики Гарвардського університету.
Стейнер дописував до багатьох наукових та літературних журналів та газет, зокрема до Times Literary Supplement та «Ґардіан». Понад 30 років він публікувався в журналі «Нью-Йоркер», де за цей час вийшло понад 200 його статей.

Стейнер зазвичай обирає дуже серйозний підхід до різних проблем, але часом виявляє й своєрідний гумор. Так, на запитання про те, чи читав він у дитинстві хоча б одну книжку тривіальної літератури, він відповів:
Так, «Мобі Дік».

## Твори
- Fantasy Poets Number Eight. Fantasy Press, Eynsham, 1952. (поезія)
- Tolstoy or Dostoevsky: An Essay in Contrast, Faber and Faber, 1960
- The Death of Tragedy, Faber and Faber, 1961
- Homer: A Collection of Critical Essays, 1962
- Anno Domini: Three Stories, Faber and Faber, 1964
- The Penguin Book of Modern Verse Translation, Penguin, 1966
- Language and Silence: Essays 1958—1966, Faber and Faber, 1967
- Poem Into Poem: World Poetry in Modern Verse Translation, Penguin, 1970
- In Bluebeard's Castle: Some Notes Towards the Redefinition of Culture, Faber and Faber, 1971
- Extraterritorial: Papers on Literature and the Language Revolution, Faber and Faber, 1972
- The Sporting Scene: White Knights of Reykjavik, Faber and Faber, 1973
- Nostalgia for the Absolute, 1974
- After Babel: Aspects of Language and Translation, Oxford University Press, 1975
- Why English?, Oxford University Press, 1975
- Contemporary Approaches to English Studies, Heinemann Education, 1977
- Has Truth a Future?, BBC, 1978—The Bronowski Memorial Lecture 1978
- Heidegger, Fontana Modern Masters, 1978
- On Difficulty and Other Essays, Oxford University Press, 1978
- The Uncommon Reader, 1978
- The Portage to San Cristobal of A.H., Faber and Faber, 1981
- Antigones, Clarendon Press, 1984
- George Steiner: A Reader, Penguin, 1984
- A Reading Against Shakespeare, University of Glasgow, 1986
- Treblinka, 1986
- Real Presences: Is There Anything in What We Say?, Faber and Faber, 1989
- Proofs and Three Parables, Faber and Faber, 1992
- What is Comparative Literature?, Clarendon Press, 1995—an inaugural lecture before the University of Oxford, UK on October 11, 1994
- Homer in English, Penguin, 1996 (Editor)
- No Passion Spent: Essays 1978—1996, Faber and Faber, 1996
- The Deeps of the Sea, and Other Fiction, Faber and Faber, 1996
- Errata: An Examined Life, Weidenfeld and Nicolson, 1997
- Grammars of Creation, Faber and Faber, 2001
- Lessons of the Masters, Harvard University Press, 2003
- The Idea of Europe, Nexus Institute, 2004
- Nostalgia for the Absolute, House of Anansi Press, 2004
- At Five in the Afternoon, in Kenyon Review and Pushcart Prize XXVIII, 2004 (проза)
- Le Silence des Livres, Arléa, 2006
- My Unwritten Books, New Directions, 2008
- George Steiner at The New Yorker, New Directions, 2008
- Les Logocrates, L'Herne, 2008
- A cinq heures de l'après-midi, L'Herne, 2008 (проза)
- Ceux qui brûlent les livres, L'Herne, 2008